# Потворув (Великопольське воєводство)
Потворув (пол. Potworów) — село в Польщі, у гміні Добра Турецького повіту Великопольського воєводства.
Населення — 142 особи (2011).
У 1975-1998 роках село належало до Конінського воєводства.

## Демографія
Демографічна структура станом на 31 березня 2011 року:
|          | Загалом | Допрацездатний вік | Працездатний вік | Постпрацездатний вік |
| -------- | ------- | ------------------ | ---------------- | -------------------- |
| Чоловіки | 66      | 16                 | 40               | 10                   |
| Жінки    | 76      | 16                 | 38               | 22                   |
| Разом    | 142     | 32                 | 78               | 32                   |